# Synagoge (Karlstadt)

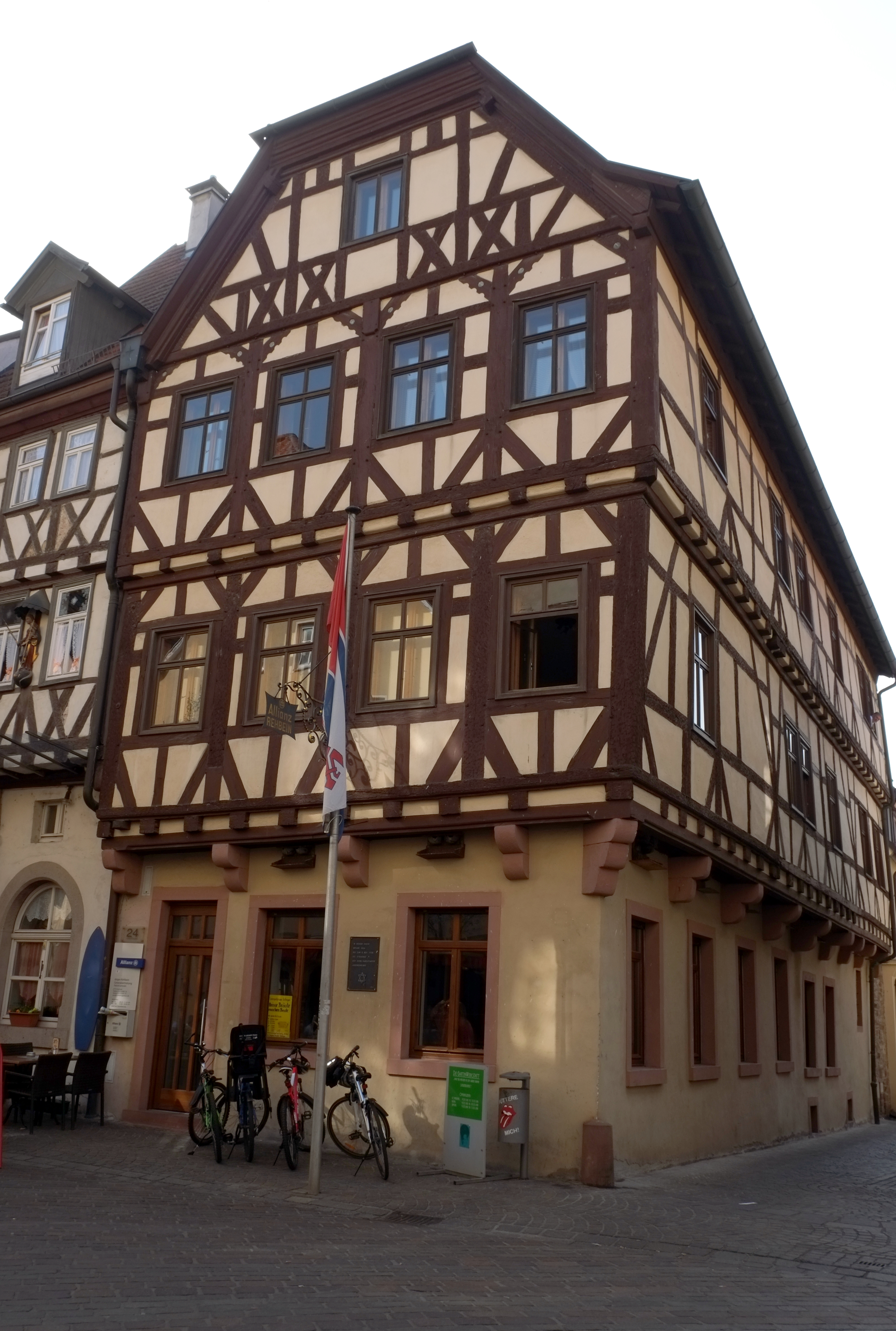
Ehemalige Synagoge in Karlstadt

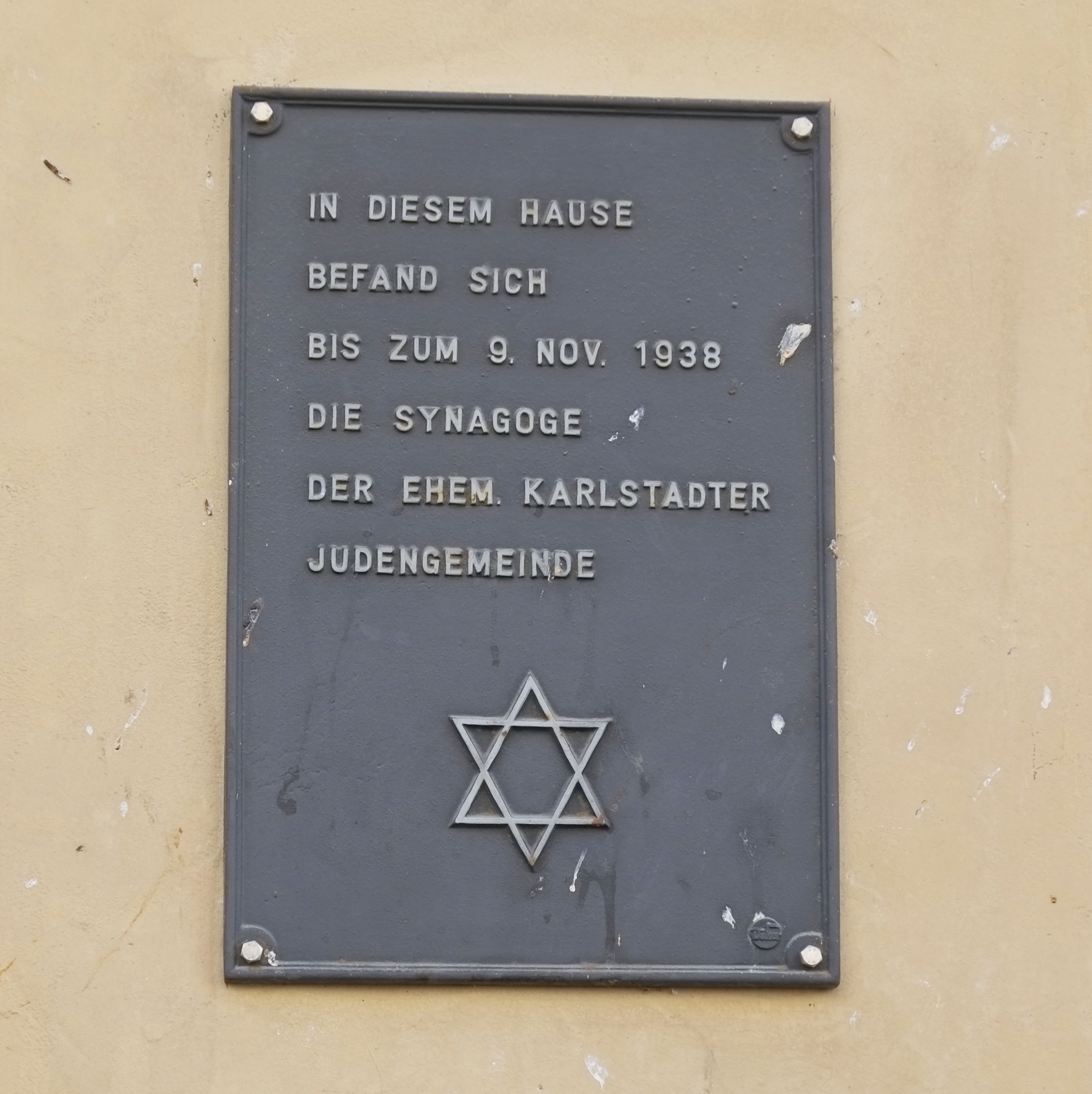
Gedenktafel

Die ehemalige Synagoge in Karlstadt, der Kreisstadt des unterfränkischen Landkreises Main-Spessart in Bayern, befand sich im Haus Hauptstraße 24. Das Fachwerkhaus ist ein geschütztes Baudenkmal.

## Geschichte
Bereits im Mittelalter gab es eine Synagoge in Karlstadt. Die Juden wurden jedoch im 14. Jahrhundert ermordet bzw. vertrieben. Im letzten Drittel des 19. Jahrhunderts entstand wieder eine jüdische Gemeinde, die im Haus Hauptstraße 24 einen Betsaal einrichtete, wo bis 1938 Gottesdienste stattfanden. Beim Novemberpogrom 1938 wurden von SS- und SA-Männern das Inventar und die Ritualien zerstört.

## Beschreibung
Das dreigeschossige Giebelhaus mit Halbwalm wurde im 16. Jahrhundert erbaut und im 18. Jahrhundert verändert. Auf dem massiven Erdgeschoss stehen zwei Fachwerkstöcke und ein Dachstock, die jeweils vorkragen. Das Fachwerk wird im oberen Bereich von Andreaskreuzen geschmückt. Ebenso sind verschiedene Mannfiguren zu sehen.